# Джейкоб Браун (футболіст)
Джейкоб Семюел Браун (англ. Jacob Samuel Brown, нар. 10 квітня 1998, Галіфакс, Англія) — шотландський футболіст, нападник «Сток Сіті» та збірної Шотландії.

## Клубна кар'єра

### Ранні роки
Браун розпочав займатись футболом академії «Шеффілд Венсдей», з якої його звільнили у віці 14 років. Він підписав контракт з невеликим аматорським англійським клубом «Гайзлі» у віці 16 років і зіграв у своєму першому матчі на дорослому рівні в грі проти inst "Селбі Таун" на Кубку округу Вест-Райдінг у жовтні 2014 року. Браун перейшов до «Барнслі» у січні 2015 року після вражаючої гри проти них у матчі з командою до 18 років.

### «Барнслі»
Браун дебютував за «Барнслі» проти «Брентфорда» 22 жовтня 2016 року, вийшовши на заміну. Провівши першу половину сезону 2017/18 у молодіжній команді «Барнслі» до 23 років, Браун 31 січня 2018 року приєднався до «Честерфілда» з Другої англійської ліги на правах шестимісячної оренди, де зіграв 13 ігор, але не зміг допомогти клубу уникнути вильоту до Національної ліги.
Повернувшись до «Барнслі», Браун став основним гравцем команди з початку сезону 2018/19 роках під керівництвом нового німецького тренера Деніеля Штенделя на позиції вінгера і виграв нагороду найкращого молодого гравця місяця у чемпіонаті у січні 2019 року. Він підписав новий контракт з клубом у грудні 2018 року. 2 березня 2019 року він був вилучений з поля вперше в кар'єрі в грі проти «Саутенд Юнайтед». Загалом Браун зіграв 38 разів у сезоні 2018/19, забив вісім голів, і допоміг команді повернутись до Чемпіоншипу. Після цього Браун підписав продовження контракту з «Барнслі» в травні 2019 року. У сезоні 2019/20 роках Браун зробив дев'ять результативних передач, а «Барнслі» боровся за виживання і залишився після перемог в останніх двох матчах проти «Ноттінгем Форест» і «Брентфорда».

### «Сток Сіті»
9 вересня 2020 року Браун приєднався до «Сток Сіті» за нерозголошену суму. 17 вересня 2020 року він забив свій перший гол за «Сток» у матчі Кубка Англії проти «Вулвергемптон Вондерерз» (1:0), а у чемпіонаті дебютний гол за клуб забив і у грі проти «Редінга» (3:0) у листопаді того ж року. Всього Браун забив шість голів у 46 матчах протягом сезону Чемпіоншипу 2020/21, а «Сток» фінішував на 14-му місці..
Браун забив гол у першому турі сезону 2021/22 років у матчі проти «Редінга» (3:2). «Сток» розпочав сезон у хорошій формі і на початку року був у боротьбі за плей-оф, але в другому колі команда опустилася в середину таблиці. Браун став найкращим бомбардиром команди, забив 14 м'ячів, завдяки чому йому запропонували новий трирічний контракт, і він став найкращим гравцем року у клубі.

## Виступи за збірну
Браун мав право представляти на міжнародному рівні як за Англію, через місце народження, так і Шотландію, через свою матір, яка народилася в Глазго. У листопаді 2021 року Браун був викликаний до збірної Шотландії для участі у відбіркових матчах до чемпіонату світу 2022 року проти Молдови та Данії. Браун дебютував за національну збірну 12 листопада 2021 року, вийшовши на заміну в матчі проти Молдови (2:0).